# The Land of Thulê
The Land of Thulê ist das dreizehnte Studioalbum des Extreme-Metal-Projekts Burzum und erschien im April 2024. Es ist das erste Metal-Album des Projekts seit dem neunten Studioalbum Umskiptar aus dem Jahr 2012.

## Geschichte
Nach Veröffentlichung des Stücks The Magic of the Grave im April 2024 über YouTube gab Varg Vikernes auf Rückfrage über X an, dass es einen physischen Release neuer Musik geben könne sofern er ausreichend Material zusammen bekäme. Drei Tage später folgten das Stück The Hidden Name. Andererseits kündigte er an, dass er das Album in digitaler Form veröffentlichen würde, sobald es fertig sei, und sich dann nach einem Label umsehen würde, das die physische Veröffentlichung ermöglicht. Am 12. Mai 2024 erschien The Land of Thulê bei Byelobog Productions unter dem Bandnamen Burzum (NEW) im Musikstream. In der Diskografie behielt Vikernes die Bezeichnung Burzum bei. Eine konkrete Ankündigung für die Veröffentlichung eines physischen Tonträger blieb derweil aus.
Als Covermotiv nutzte Vikernes einen Ausschnitt des Gemäldes Dragen (Kistguld) von Theodor Kittelsen, einem Künstler dessen Werk Vikernes bereits zuvor wiederholt nutzte.
Seit der Ankündigung der digitalen Veröffentlichung bei Byelobog Productions wurden zum Album zwei weitere Tracks veröffentlicht.

## Musikstil
Die von Burzum auf The Land of Thulê gespielte Musik entspricht bis auf die zwei letzten Tracks dem Extreme Metal. Das Album kehrt somit zu jenem verzerrten Gitarrenspiel des Black Metal früherer Veröffentlichungen zurück, nutzt jedoch zugleich dynamisch kontrastierende Elemente des Neofolk und Ambient.

## Titelliste
1. The Magic of the Grave: 8:10
2. The Hidden Name: 7:50
3. The Nature of the Gods: 2:52
4. The Call of the Kraken: 10:22
5. Beyond the Gate: 12:55
6. Winds of the Vanished Realm: 14:27
7. Memories in the Mist: 12:42